# The Secret of Hanging Rock
The Secret of Hanging Rock è un libro pubblicato nel 1987 in Australia e Gran Bretagna da Angus&Robertson e che contiene l'ultimo, non pubblicato capitolo del libro di Joan Lindsay Picnic a Hanging Rock. 
Si tratta di un piccolo volume, mai tradotto e pubblicato in Italia, di appena 58 pagine diviso in tre parti:
1. Introduzione da parte dell'ex agente letterario di Joan Lindsay, John Taylor, intitolato "The Invisible Foundation Stone", in cui Taylor traccia la storia dell'ultimo capitolo del libro. Secondo Taylor, Joan Lindsay venne convinta dal suo editore ad eliminare l'ultimo capitolo, il diciottesimo, che avrebbe fornito una spiegazione al mistero della Hanging Rock. L'autrice fu per molti anni indecisa se pubblicare o meno il capitolo mancante, considerato il successo dell'opera e del film di Peter Weir con il suo mistero insoluto che si è prestato ad infinite interpretazioni. Joan Lindsay dispose infine che il capitolo mancante fosse pubblicato dopo la sua morte, avvenuta nel 1984.
2. Il capitolo diciotto vero e proprio, composto in tutto da solo 12 pagine.
3. Un commento da parte di Yvonne Rousseau, autrice del libro Murders at Hanging Rock, che proponeva ben cinque soluzioni differenti al mistero e che fornisce ulteriore luce sul complesso mondo spirituale di Joan Lindsay.

## Il capitolo diciottesimo
Occorre in primo luogo spiegare che la rimozione dell'ultimo capitolo ha reso necessari altri interventi in altre parti del romanzo. Alcuni paragrafi del diciottesimo capitolo sono stati inseriti nel capitolo terzo di Picnic a Hanging Rock (1993, Sellerio, pp. 42-43). In effetti, a causa dell'inserimento di questi materiali, l'attuale versione del terzo capitolo suona in alcuni punti incomprensibile se non contraddittoria. Si è reso necessario anche aggiungere scene che non esistevano nell'originale, come il momento in cui Marion getta penna e taccuino (p. 43).
L'ultimo capitolo inizia dal momento in cui Edith fugge isterica dalla roccia tornando verso il campo base. Le tre ragazze, Marion, Miranda e Irma continuano la salita lungo il monolite fino ad arrivare in un pianoro dove iniziano a sperimentare strane sensazioni. Sono raggiunte dalla signorina McGraw, l'insegnante di matematica, con la camicia strappata e senza la gonna, che non ricorda più il suo nome né quello delle ragazze, che a loro volta non la riconoscono.
La McGraw agisce come guida spirituale delle ragazze guidandole verso un altro tipo di realtà. Il momento chiave avviene quando Marion incita le ragazze a gettare i corsetti nel precipizio ma gli indumenti restano fermi in una sorta di vuoto spazio-temporale.
Poi la McGraw indica alle ragazze un'apertura tra le rocce, entro le quali entrano lei, Marion e Miranda, trasformandosi in piccole creature striscianti, forse lucertole. Solo Irma resta fuori, e la possibilità di passare dall'altra parte le viene negata da una frana che chiude l'apertura. La storia si conclude con Irma che "si gettò sulle rocce e andava rompendo e battendo la faccia granulosa del macigno con le sue mani nude."

## Commento
Il capitolo diciottesimo fornisce una spiegazione sul mistero, pur aprendo altri interrogativi. Spiega la scomparsa delle ragazze e dell'insegnante (e dei loro corpi), il misterioso ritrovamento di Irma dopo otto giorni in stato di shock ma in buono stato fisico, il mistero delle unghie spezzate e dei piedi puliti della ragazza.
Nel commento al capitolo, Yvonne Rousseau afferma che si tratta di una soluzione molto vicina all'esoterismo, il passaggio delle ragazze da una realtà costrittiva e limitata, ad una superiore e più ampia, in forte comunione con la natura. Evidente anche il collegamento con il paesaggio australiano, dominato dalla tradizione aborigena del "sogno", fusione tra realtà materiale e spirituale, tra mondo dei morti e mondo dei vivi. Joan Lindsay non spiega l'apertura del passaggio, se fosse già esistente o no. Che solo tre delle quattro protagoniste abbiano attraversato la soglia suggerisce, dice la Rousseau, che Marion, Miranda e la signorina McGraw fossero spiritualmente elevate, diversamente dalla frivola e materialista Irma.

## Edizioni
- Joan Lindsay, The Secret of Hanging Rock, Angus&Robertson, 1987,  p. 58.